# 주정뱅이 천사
주정뱅이 천사(醉いどれ天使, Drunken Angel)는 일본에서 제작된 구로사와 아키라 감독의 1948년 드라마 영화이다. 시무라 타카시 등이 주연으로 출연하였고 모토키 소지로 등이 제작에 참여하였다. 구로사와 감독과 배우 미호네 토시로 간의 16번째 영화 콜라보 작품 중 첫 번째 작품으로 유명하다.

## 출연

### 주연
- 시무라 타카시
- 미후네 도시로

### 조연
- 야마모토 레이사부로
- 코구레 미치요
- 나카키타 치에코
- 센고쿠 노리코

## 제작진
- 미술: 마츠야마 소